# Xiang (llengua)

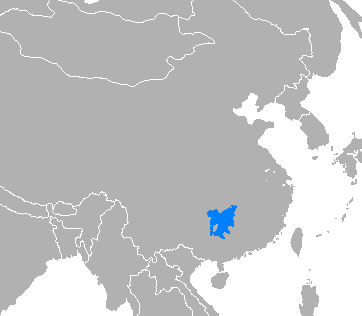
Domini lingüístic del xiang.

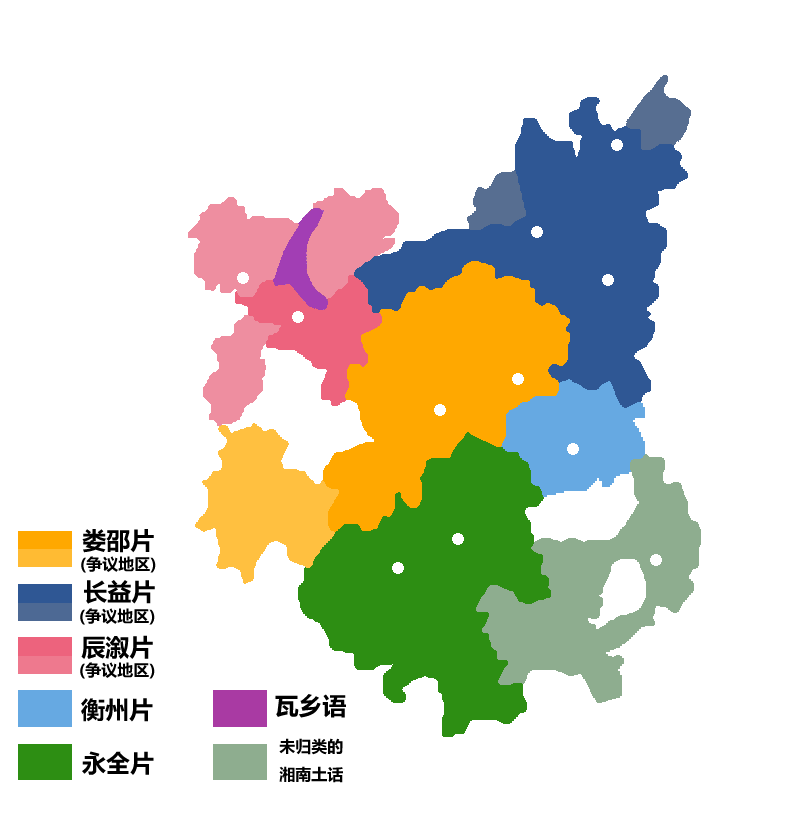
Dialectes del xiang.

El xiang (en xinès tradicional: 湘語; en xinès simplificat: 湘语) o hunanès (en xinès: 湖南话), és un grup de cinc dialectes molt semblants, de la família de llengües xineses, parlats per uns 45 milions de persones principalment a la província de Hunan, i també a Guangxi, Sichuan i Shaanxi. El xiang ha rebut una forta influència del mandarí i del gan, a causa de la gran immigració prodedent de la província de Jiangxi durant la Dinastia Ming.
Alguns parlants de xiang han tingut un paper important a la història moderna de la Xina, entre el que destaca Mao Zedong.